# Famille Zancarolo
 (juillet 2024).
La famille Zancarolo (ou Grancarolo, Grancaruolo, ou Zancarelo, Zancaruol, Zancarol, Zancariol, Zancaruolo) est une famille patricienne de Venise, originaire de Cesena.

## Historiques
Les Zancarolo s'établirent à Venise à une époque ancienne, peut-être vers le Ve siècle. En 1297, à la clôture du Maggior Consiglio, ils furent inclus à la noblesse. Ils fondèrent l'église San Nicolò al Lido, puis celle de Santa Maria del Carmini et l'église de Sainte Maria della Carità, toujours au Dorsoduro.
Dès 1211, une bonne partie de cette famille s'établit dans les colonies vénitiennes de Candie, revenant en lagune à la suite de l'occupation ottomane de l'île.
Mentionnons Enrico Grancarolo, évêque de Malamocco, qui en 1110 aurait fait transférer le siège de son diocèse à Chioggia.
Les Zancarolo se seraient éteints à la mort de Luca Antonio di Antonio Zancaruol, en 1779.

## Armes

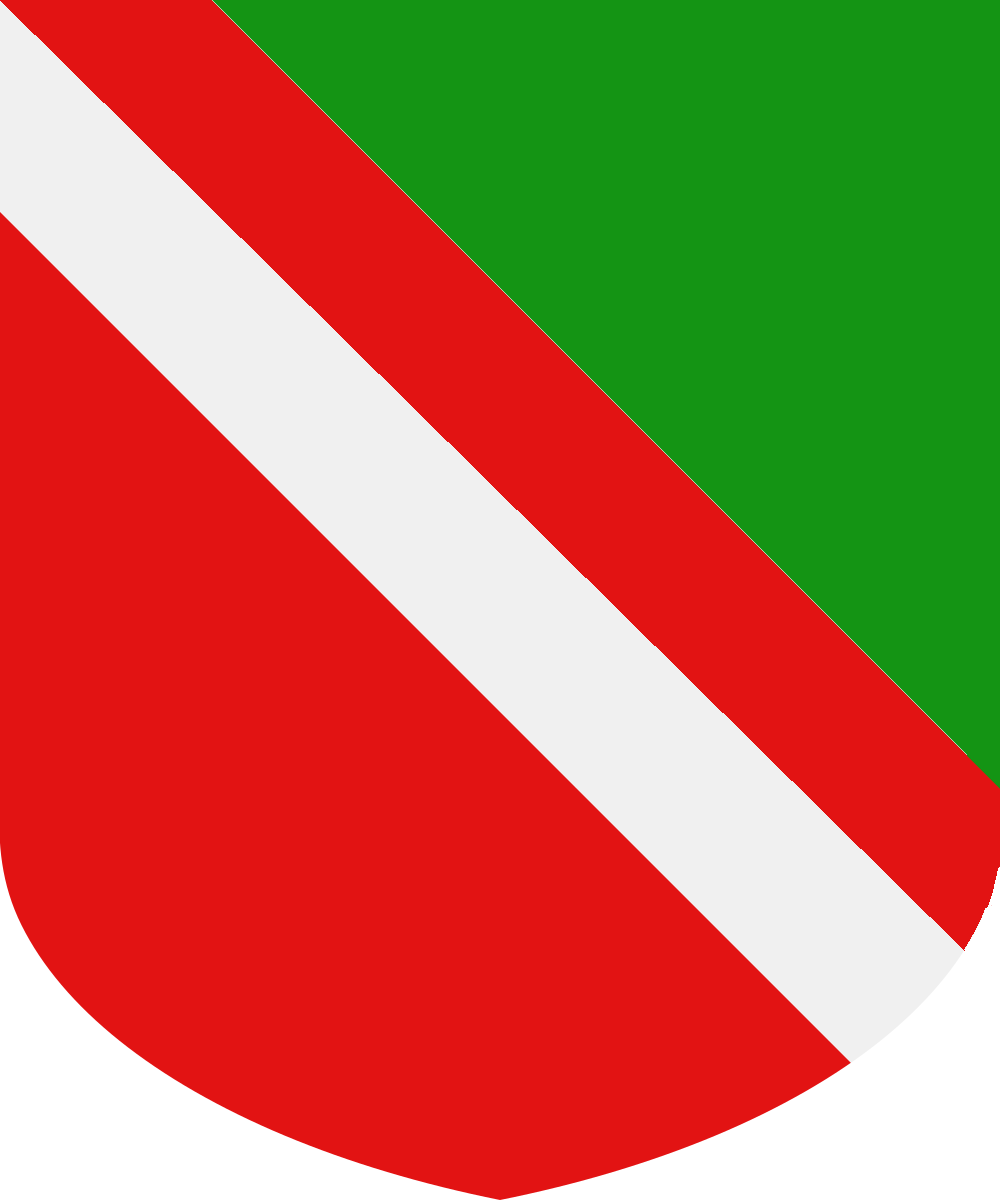
armes des Zancarelo

Les armes des Zancarolo sont tranché de sinople sur gueules, à la bande tranchée de gueules sur argent, brochant sur le tranché.